# Ulica Czekoladowa we Wrocławiu
Ulica Czekoladowa (dawniej Schweidnitzer Straße, Świdnicka) - najdłuższa arteria wrocławskiego osiedla Klecina, prowadząca od ulicy Wałbrzyskiej (na wysokości Kościoła NMP Królowej Polski) do granicy miasta, gdzie przechodzi w ulicę Czekoladową w Bielanach Wrocławskich.
Choć Klecina istnieje co najmniej od XIV wieku, pierwsze budynki mieszkalne przy najważniejszej ulicy tego osiedla zostały zbudowane dopiero na przełomie XIX i XX. Były to domy pracowników założonej ok. 1834 roku cukrowni „Klecina” (cukrownia została zlikwidowana w 1994 a w 1999 wyburzono wszystkie budynki produkcyjno-magazynowe). W latach 1933–39 zaczęły powstawać domy jednorodzinne i tzw. bliźniaki, natomiast już po wojnie budowano zespoły domów szeregowych i wielorodzinnych. Czekoladowa była ważną drogą dojazdową na autostradę A4 (Węzeł Bielański), a także do kompleksu centrów handlowych i Bielan Wrocławskich z zachodniej części Wrocławia. Po rozbudowie dróg w jej okolicy i budowie autostrady A8 straciła na znaczeniu.